# المستشفى الجامعي الحبيب بوقطفة ببنزرت
المستشفى الجهوي الحبيب بوقطفة ببنزرت مستشفى جهوي بمدينة بنزرت. أصبح مستشفى جامعي منذ 2014.